# Michel Pottier
Michel Pottier, né le 14 février 1948, est un footballeur français ayant joué les Jeux olympiques d'été de 1976.

## Biographie
Débutant en 1968 avec l'équipe du SC Douai, il évolue au poste de défenseur. Il rejoint en 1971 l'AC Cambrai. 
Il est sélectionné par Gabriel Robert pour jouer les Jeux olympiques d'été de 1976 à Montréal où il joue trois matchs. Après cela, il migre au FC Tours, où il joue jusqu'à la fin de sa carrière en 1981.